# Bandiera della Prussia

Stendardo dell'Ordine teutonico.

La bandiera della Prussia accompagna, nelle sue diverse incarnazioni, la storia della Prussia da provincia del Regno di Polonia (1466) a stato all'interno dell'Impero tedesco (1918), a stato libero all'interno della Germania del primo dopo guerra (fino al 1935).
I colori principali della bandiera sono sempre stati il bianco e il nero accompagnati dall'aquila nera; si trattava dei colori e dello stemma del Gran Maestro dell'Ordine teutonico, e sono stati ereditati dalla Nazionale tedesca di calcio.

## Prussia reale (1466-1772)

Bandiera della Prussia reale.

Tra il 1466 e il 1772 parte del territorio della Prussia costituì una provincia del Regno di Polonia; il nome informale di questo territorio era Prussia reale, per distinguerlo dalla Prussia ducale, la parte di Prussia che costituiva il Ducato di Prussia.
La bandiera della Prussia reale, concessa nel 1466 dal re polacco Casimiro IV Jagellone, era un drappo bianco caricato dello stemma della provincia: un'aquila nera con artigli e becco dorati e una corona d'oro aperta intorno al collo, dalla quale esce un braccio coperto da armatura argento che regge sopra la testa dell'aquila una spada d'argento.
L'aquila era un simbolo proveniente dallo stemma del Gran Maestro dell'Ordine teutonico, mentre il braccio d'argento proveniva da una forma complessa dello stemma degli Jagelloni (ora parte dello stemma lituano).

## Prussia ducale (1525-1657)

Bandiera del Ducato di Prussia (1525-1657).

Il Ducato di Prussia fu costituito nel 1525, quanto i territori orientali dell'Ordine teutonico furono secolarizzati dal Grande Maestro Alberto di Brandeburgo-Ansbach, poi noto come Alberto I di Prussia, membro di un ramo cadetto degli Hohenzollern; si trattava di uno stato indipendente, ma vassallo del Regno di Polonia. Quando poi il Ducato fu ereditato dal Principe elettore Giorgio Guglielmo di Brandeburgo, il Ducato di Prussia fu associato alla Marca del Brandeburgo, cui si unì nel Brandeburgo-Prussia nel 1657, anno in cui la Prussia si liberò dal vassallaggio della Polonia.
La bandiera del Ducato di Prussia fu concessa il 10 aprile 1525 dal re polacco Sigismondo I: era un drappo bianco caricato dello stemma della Prussia ducale, un'aquila nera con artigli e becco dorati e una corona d'oro aperta intorno al collo, caricata sotto al collo da una 'S' dorata.
L'aquila nera era un riferimento allo stemma del Gran Maestro dell'Ordine teutonico, mentre la 'S' stava per Sigismondo.

## Regno di Prussia (1701 – 1871)

Bandiera del Regno di Prussia adottata nel 1701.

Federico III di Brandeburgo-Prussia ottenne il potere nel 1688, alla morte del padre; tutti i suoi territori, ad eccezione del Ducato di Prussia, erano parte del Sacro Romano Impero Germanico, e dunque nominalmente appartenenti al "Re dei Romani" Leopoldo I. Nel 1701, però, Federico ottenne da Leopoldo l'elevazione al rango reale in cambio del suo sostegno nella Guerra di successione spagnola; non potendo esserci un "re di Brandeburgo" (il Brandeburgo era sotto il dominio nominale del "re dei Romani"), fu istituito il Regno di Prussia (l'unico territorio fuori dal Sacro Romano Impero) e Federico divenne Federico I re di Prussia. Il regno continuò ad esistere, confluendo nell'Impero tedesco, fino alla fine della prima guerra mondiale, nel 1918.
La bandiera adottata da Federico riprendeva l'aquila nera della Prussia, ma la utilizzava in modo da rendere chiaro il nuovo rango, reale, del suo dominio. L'aquila nera reggeva ora uno scettro e un orbe ed era coronata; sul petto era caricata del digramma "FR", per Fridericus Rex ("Federico Re").
Nel 1750 Federico II di Prussia annesse al regno la Prussia reale polacca e cambiò lo stemma e la bandiera, con l'aquila che ora reggeva uno scettro e una spada. Una terza versione dello stemma e della bandiera, senza digramma, fu promulgata nel 1803 da Federico Guglielmo III di Prussia, che tre anni dopo, con la fine del Sacro Romano Impero, poté annettere il Brandeburgo al regno.

Bandiera del 1750
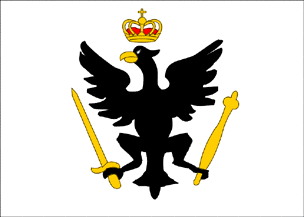
Bandiera del 1801
Bandiera del 1803
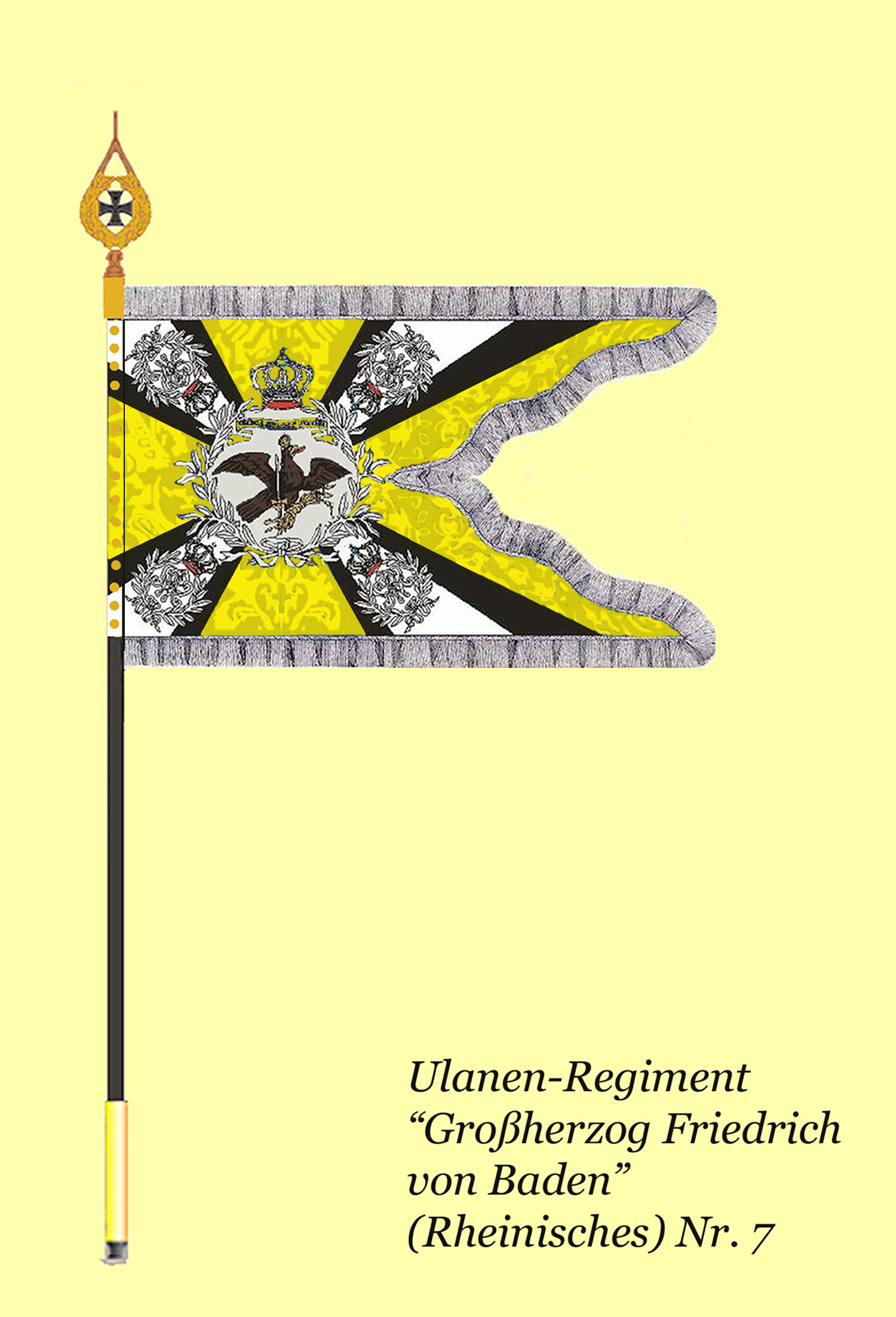
Stendardo di cavalleria prussiano (Ulani) antecedente al 1807

Bandiera da guerra prussiana (1816).

La bandiera di guerra prussiana (3:5), fu adottata il 28 novembre 1816 ed era bianca, con l'aquila coronata alta due terzi della bandiera e, nel cantone in alto a sinistra, una Croce di Ferro nera alta un terzo della bandiera. Originariamente aveva una coda di rondine larga un quinto della bandiera, ma questa fu successivamente rimossa.
La bandiera nazionale e mercantile prussiana era originariamente nera-bianca-nera e fu promulgata il 22 maggio 1818, ma il 13 marzo 1823 fu promulgata una nuova bandiera, in rapporto 3:5 e ancora nera-bianca-nera (1:4:1), caricata sulla striscia bianca dall'aquila con orbe e scettro e digramma "FR"; l'aquila era centrata ai 2/5 della larghezza, verso l'asta.

## Regno di Prussia come parte dell'Impero tedesco (1871-1918)
Lo stendardo imperiale tedesco era composto dalla Croce di Ferro caricata con lo scudo e la corona dello stemma di stato minore, circondati dal collare dell'Ordine dell'Aquila Nera. I bracci della croce recavano il motto Gott mit uns 1870, e tra di essi aquile e una corona reale su sfondo porpora.
Nel 1892, il Regno di Prussia (componente l'Impero tedesco) adottò una Landesflagge, una bandiera di stato, nero-bianco-nero in rapporto 1:5:1, con lo stemma spostato a sinistra; nello stesso anno fu adottata una bandiera per uso civile, simile alla Landesflagge ma con una coda di rondine.

Stendardo reale prussiano
Landesflagge ("Bandiera di stato") del Regno di Prussia (1892-1918)
Bürgerliche ("Bandiera civile") del Regno di Prussia (1892-1918)
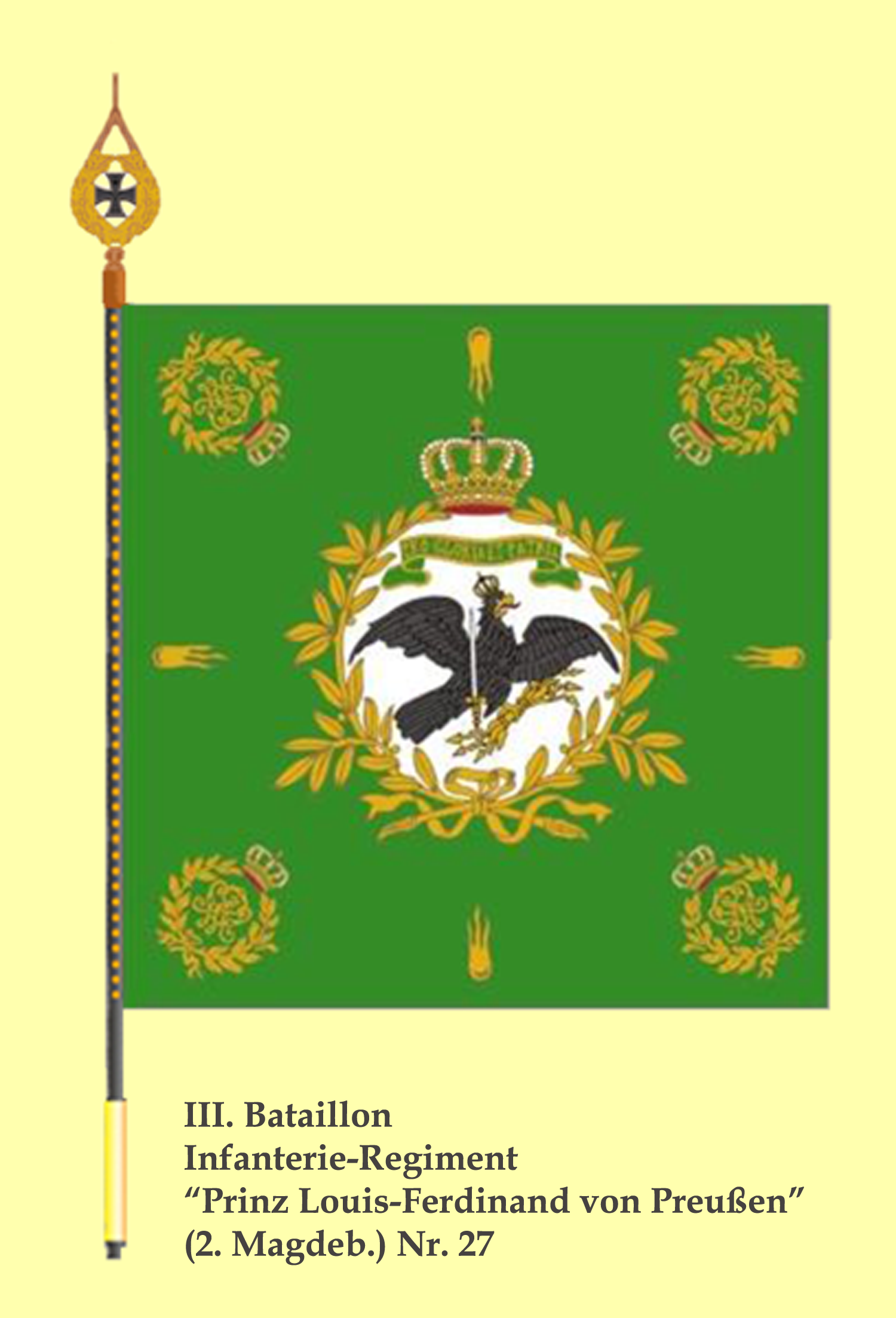
Bandiera di linea prussiana (1901)

Nel 1894 furono adottate quattro bandiere per usi speciali della marina in Prussia; queste bandiere si basavano sulla bandiera imperiale (nero-bianco-rosso) con l'aquila prussiana in un cantone bianco e lo stemma della Marina imperiale al centro.

Bandiera per i veicoli e gli edifici governativi della Marina
Bandiera dell'Amministrazione doganale
Bandiera dell'Amministrazione piloti
Bandiera dell'Ispettorato

Furono adottate anche altre due bandiere, derivate dalla bandiera di guerra del 1816.

Bandiera da guerra e di servizio (1906-1918)
Bandiera di servizio per acque interne

## Stato Libero di Prussia (1919-1935)

Bandiera dello Stato Libero di Prussia tra il 1922 e il 1933.

Dopo lo scioglimento dell'Impero tedesco a seguito della Rivoluzione di novembre, il Regno di Prussia divenne repubblica col nome di Stato Libero di Prussia. Solo l'11 luglio 1921 furono sostituiti gli stemmi, con l'aquila che perdeva il tratto "gotico" per assumerne uno più naturale. Il 12 dicembre di quello stesso anno, il Ministro di Stato decretò che la bandiera prussiana doveva essere solo bianca e nera. Il 24 febbraio e il 23 aprile 1922, il ministero promulgò una bandiera di servizio simile alla bandiera nazionale del XIX secolo, bianca con bordi neri in rapporto 1:4:1, con la nuova aquila centrata.

Bandiera dello Stato Libero di Prussia tra il 1933 e il 1935.

Con l'avvento del regime nazista nel 1933, la bandiera fu cambiata, sostituendo l'aquila con una recante una spada e dei fulmini tra gli artigli, caricata da una svastica dorata e sovrastata dal motto Gott mit uns. Lo Stato e la bandiera ebbero vita fino al 1935, quando l'autonomia costituzionale della Prussia fu cancellata.